# Kwota mleczna
Kwota mleczna – określony w trybie administracyjnym górny pułap produkcji mleka przeznaczonego do zbycia w roku referencyjnym (okres od 1 kwietnia do 31 marca) po cenach gwarantowanych w krajach Unii Europejskiej. 
Założeniem systemu była ochrona producentów przed nadpodażą. Każdy litr mleka wyprodukowany ponad kwotę skutkował nałożeniem kary. Od kwietnia 2015 roku system kwotowy został zniesiony.